# Старочеркасское сельское поселение
Старочеркасское сельское поселение — муниципальное образование в Аксайском районе Ростовской области.
Административный центр поселения — станица Старочеркасская.

## География
Общая площадь муниципального образования составляет 86,4 квадратных километров.

## История
По состоянию на 1 января 2013 года численность населения составляет 3345 человек.
Геральдическим советом были утверждены флаг и герб Старочеркасского сельского поселения. Символы помещены в государственный геральдический регистр РФ, им присвоены номер 11184 и 1183.

## Достопримечательности
- Культурно-исторический туристический комплекс «Казачий Дон». Его территория расположена вблизи административного центра Старочеркасского сельского поселения. В 2011 году на территории комплекса проходили «Святочные гуляния», которые состоялись 15 и 16 января. Основной тематикой мероприятия было воссоздание святочных гуляний прошлых столетий. Во время праздника, организованного в «Казачьем Доне», соединяются основы современного праздника, православного праздника и казачьи развлечения. Планируется, что впервые во время праздника будет проведен конкурс ледяных скульптур, участники мероприятия будут строить ледяной замок. Можно будет прокататься на лошадях и санях[4]. В 2015 году во время празднования юбилея культурно-исторического комплекса «Казачий Дон» в мероприятии принимал участие «Ростелеком». Была организована свободная зона доступа Wi-Fi. Праздник проходил в станице Старочеркасской. Мероприятие посетило около 3000 гостей[5].

## Административное устройство
В состав Старочеркасского сельского поселения входят:
- станица Старочеркасская
- хутор Краснодворск
- хутор Рыбацкий

## Население
| 2010  | 2012  | 2013  | 2014  | 2015  | 2016  | 2017  |
| ----- | ----- | ----- | ----- | ----- | ----- | ----- |
| 3292  | ↗3324 | ↗3366 | ↗3384 | ↗3389 | ↗3393 | ↘3385 |
| 2018  | 2019  | 2020  | 2021  |       |       |       |
| ↘3384 | ↘3368 | ↗3372 | ↗3398 |       |       |       |